# Pjesma o Nibelunzima
Pjesma o Nibelunzima (nje. Nibelungenlied) je germanski ep na srednjogornjonjemačkom jeziku. Govori o boravku junaka Sigfrida Zmajoubojice na burgundskom dvoru, usmrćenju Sigfrida te o tome kako se njegova supruga Kriemhilda osvetila.